# Trybacz
Trybacz (bułg. Тръбач) – wieś w Bułgarii, w obwodzie Razgrad, w gminie Łoznica. W 2023 roku liczyła 162 mieszkańców.